# Johann Daniel Mouson
Johann Daniel Mouson (* 19. Mai 1839 in Frankfurt am Main; † 26. Februar 1909 ebenda) war ein deutscher Seifen- und Parfüm-Fabrikant und Teilinhaber der gleichnamigen Firma J.G. Mouson & Cie sowie Kommunalpolitiker.

## Leben

### Herkunft und Familie
Daniel Mouson entstammte der aus Metz kommenden Hugenottenfamilie Mouson und war der Sohn des Tuchbereitemeisters Johann Caspar Mouson (1804–1852) und dessen Ehefrau Maria Elisabeth Schott (1808–1902). Sein Großvater August Friedrich Mouson gründete im Jahre 1798 die Firma J.G. Mouson & Cie, die sich unter Beteiligung seines Sohnes Johann Georg (1812–1894) zu einem Großunternehmen entwickelte.
Am 6. November 1868 heiratete Daniel in Frankfurt Elisabeth Susanna Gattinger (1845–1918), mit der er die Töchter Maria Elisabeth (∞ Architekt Johannes Franz Bering) und Helene (∞ Kaufmann Richard Beilschmidt) sowie den Sohn August Friedrich (1874–1958, Nachfolger im Unternehmen) hatte.

### Wirken als Unternehmer und Politiker

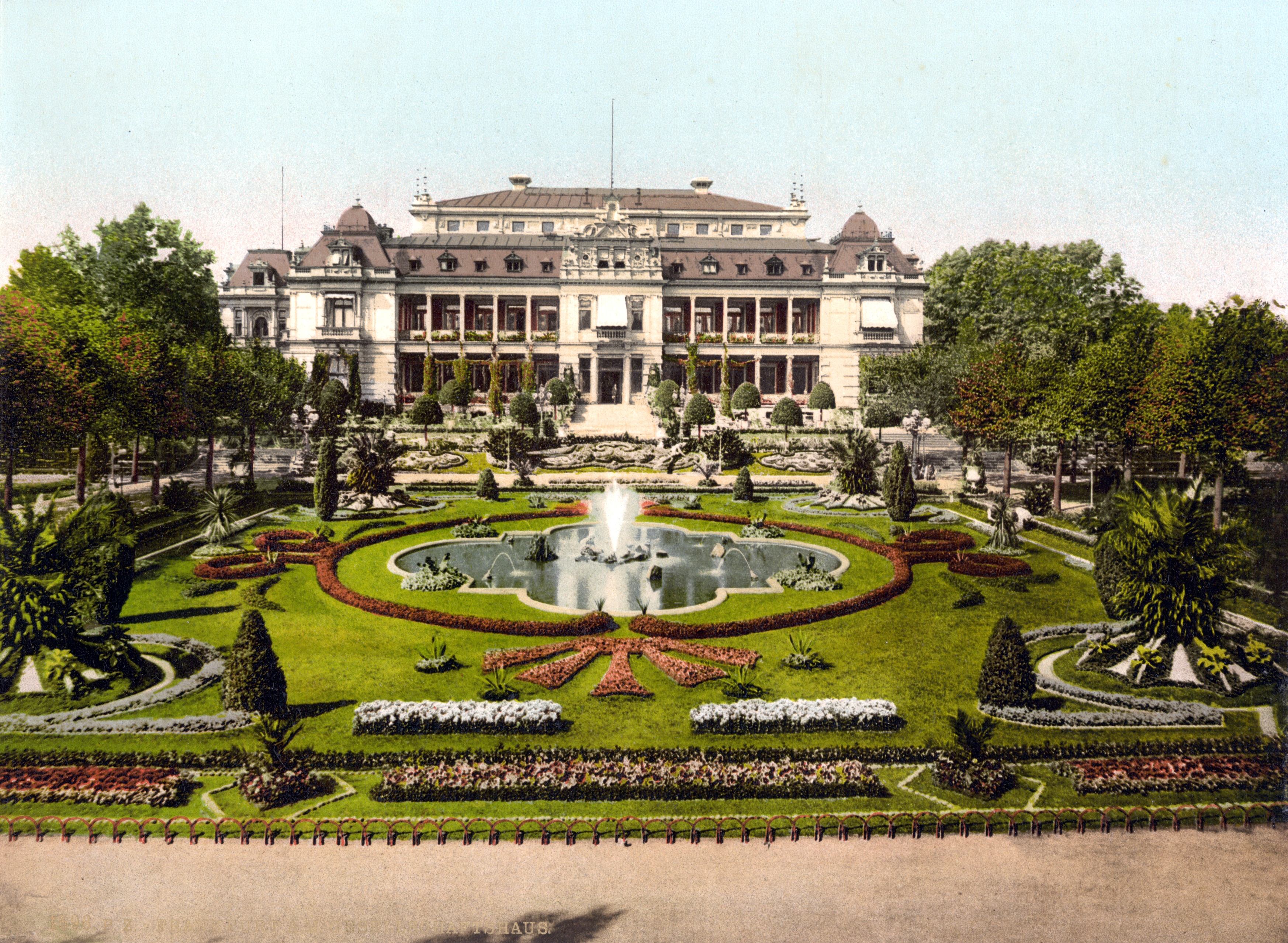
Eingang und Gesellschaftshaus des Palmengartens (um 1900)

Zusammen mit seinem Bruder Jacques arbeitete er Ende der 1850er/Anfang der 1860er Jahre in der Firma seines Onkels Johann Georg, der sie im Jahre 1878 als Teilhaber einsetzte. Mit dem Umbau der Fabrik 1880/1881 wurde die Umstellung von Handarbeit auf Maschinenproduktion vollzogen. Bei der Weltausstellung Paris 1900  gelang ihnen der Sprung auf den internationalen Markt. Daniel übernahm die technische Leitung des Betriebes.
Er betätigte sich politisch, war Mitglied der Demokratischen Volkspartei und wurde 1883 deren Vertreter in der Frankfurter Stadtverordnetenversammlung.
Von 1885 bis 1891 war er Mitglied der Hafenkommission, von 1886 bis 1891 des Finanzausschusses und seit 1890 stellvertretendes Mitglied im Liegenschaftsausschuss.
Er war Teilnehmer am internationalen Binnenschiffahrts-Congress in Frankfurt.
Von 1891 bis 1909 war er ehrenamtlicher Stadtrat und zeigte in dieser Zeit besonderes Engagement beim Erwerb des Geländes für den Günthersburgpark, beim Ausbau des Frankfurter Osthafens und der Bildung der Palmengartengesellschaft.
Er war Mitglied des Frankfurter Vereins für Geschichte und Altertumskunde.